# Universitatea de Stat din Bașchiria

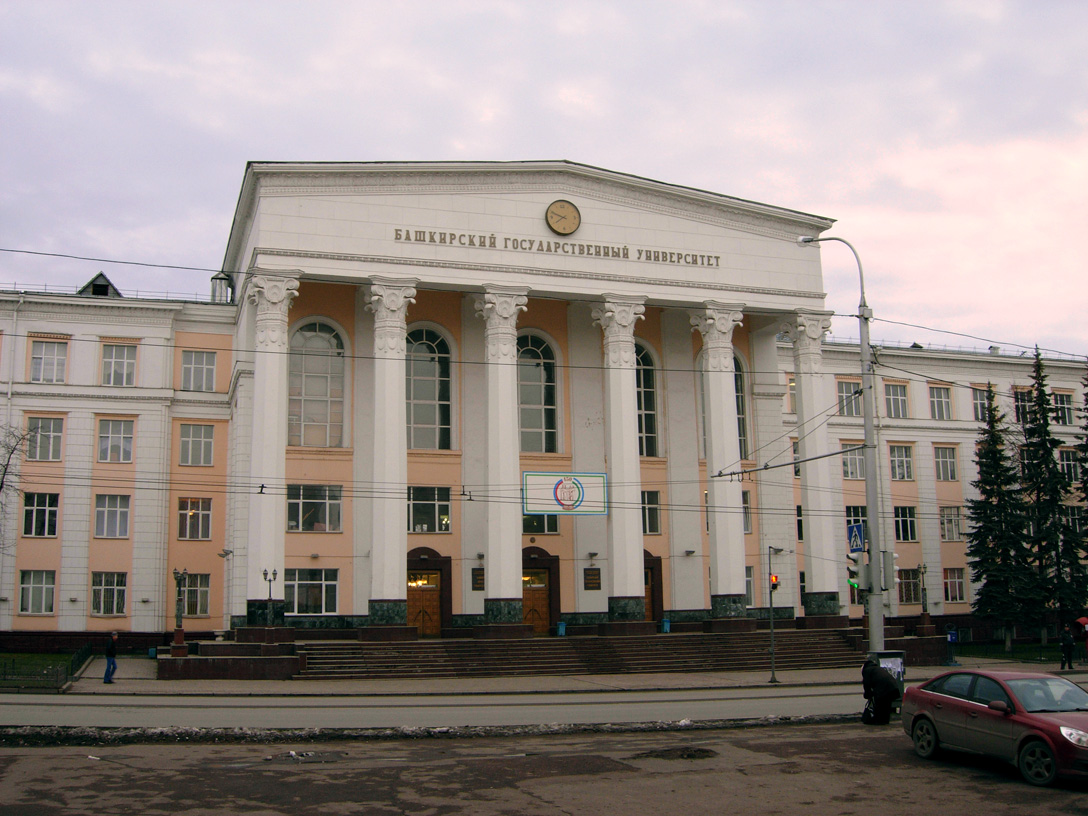
Campusul principal pe strada Zyaki Validi

Universitatea de Stat din Bașchiria (în rusă Башкирский государственный университет) este situată în Ufa, Bașchiria, Rusia, fondată în 1909, este o universitate clasică din Rusia.

## Istoria
Universitatea de Stat din Bașchiria este un centru de studii care oferă cursuri postuniversitare în 56 de specializări științifice și cursuri de doctorat în 8 specializări științifice. Există 10 consilii de doctorat și 3 consilii pentru disertația candidaților care sunt responsabile pentru acordarea de grade didactice în 23 de specializări. 
Este locul de un au provenit mulți bașchiri faimoși, precum și oameni de știință, cercetători, matematicieni, economiști și poeți ruși. Este o universitate foarte dezvoltată în ramurile: chimie organică, matematică aplicată, filologie, tehnologia informației, geofizică, ingineria petrolului. Mulți matematicieni în domeniul matematicii aplicate și fizicieni au absolvit facultatea de la Universitatea de Stat din Bașchiria, inclusiv academicienii Nikolai Bogoliubov, Alexei Leontiev, Valentin Napalkov și profesorul de filologie Gabdulkhay Kh. Akhatov.
În Ufa (din 1941 până în 1943) academicianul Bogoliubov a dezvoltat celebra metoda de calculare a mediei.
Printre alți absolvenți au fost poeții Mustai Karim, Gilemdar Ramazanov, Igor Saveliev.

## Academicieni

### Institute și facultăți
Facultățile Universității de Stat din Bașchiria: Academia de Afaceri de Siguranță și de Securitate, Facultatea de Drept, Institutul de Fizică și Tehnologie, Facultatea de Filologie și Jurnalism, Facultatea de Biologie, Facultatea de Chimie, Facultatea de Economie, Facultatea de Geografie, Facultatea de Istorie, Facultatea de Chimie și Tehnologie, Facultatea de Matematică și Tehnologii informaționale, Facultatea de Filologie, Facultatea de Filosofie și Sociologie, Facultatea de Psihologie, Facultatea de Filologie Romantică și Germanică , Facultatea de Profesiilor Publice, Academia Administrației de Stat. 
Departamente generale
- Departamentul de Siguranță a Vieții și Protecția Mediului;
- Direcția de Limbi Străine Umaniste;
- Departamentul  de Facultăți Naturale a Limbilor Străine;
- Departamentul de Pedagogie;
- Departamentul de Educație Fizică și Sport.

## Absolvenții remarcabili
- Mustai Karim - poet, scriitor și dramaturg
- Maxim Tchoudov - biatlonist
- Ramazanov Gilemdar Zigandarovich - poet, critic literar și traducător.
- Alexander Kazhdan - bizantinist.
- Hasanov Marte Magnavievich - Director Științific al SA "Rosneft".
- Gazetdinova, Ilsiyar Ibragimovna - Artist al Poporului din Republica Bashkortostan, Artist al Poporului din Republica Tatarstan, Artist Emerit al Rusiei.
- Iskandarova Hanif Sirazhevna (născut la 20 martie 1928) - profesor de liceu în Arkaulovskoy (Salavatsky District, BASSR), Erou al Muncii Socialiste. Deputat al Sovietului Suprem în legislatura a opta și a noua (1970-1979). Profesorul Național al URSS (1982).
- Mukhamet Kharrasov - Rector al Universității de Stat din Bașchiria (2000-2010). Deputat al Adunării de Stat din Bașchiria.
- Hadiya Davletshina - poetă.
- Khairulla Murtazin - matematician.
- Rinad Yulmukhametov - matematician.

## Sucursale
Universitatea are filiale în Sterlitamak, Birsk, Uchaly, Sibai, Neftekamsk.